# Mixer (keukengereedschap)

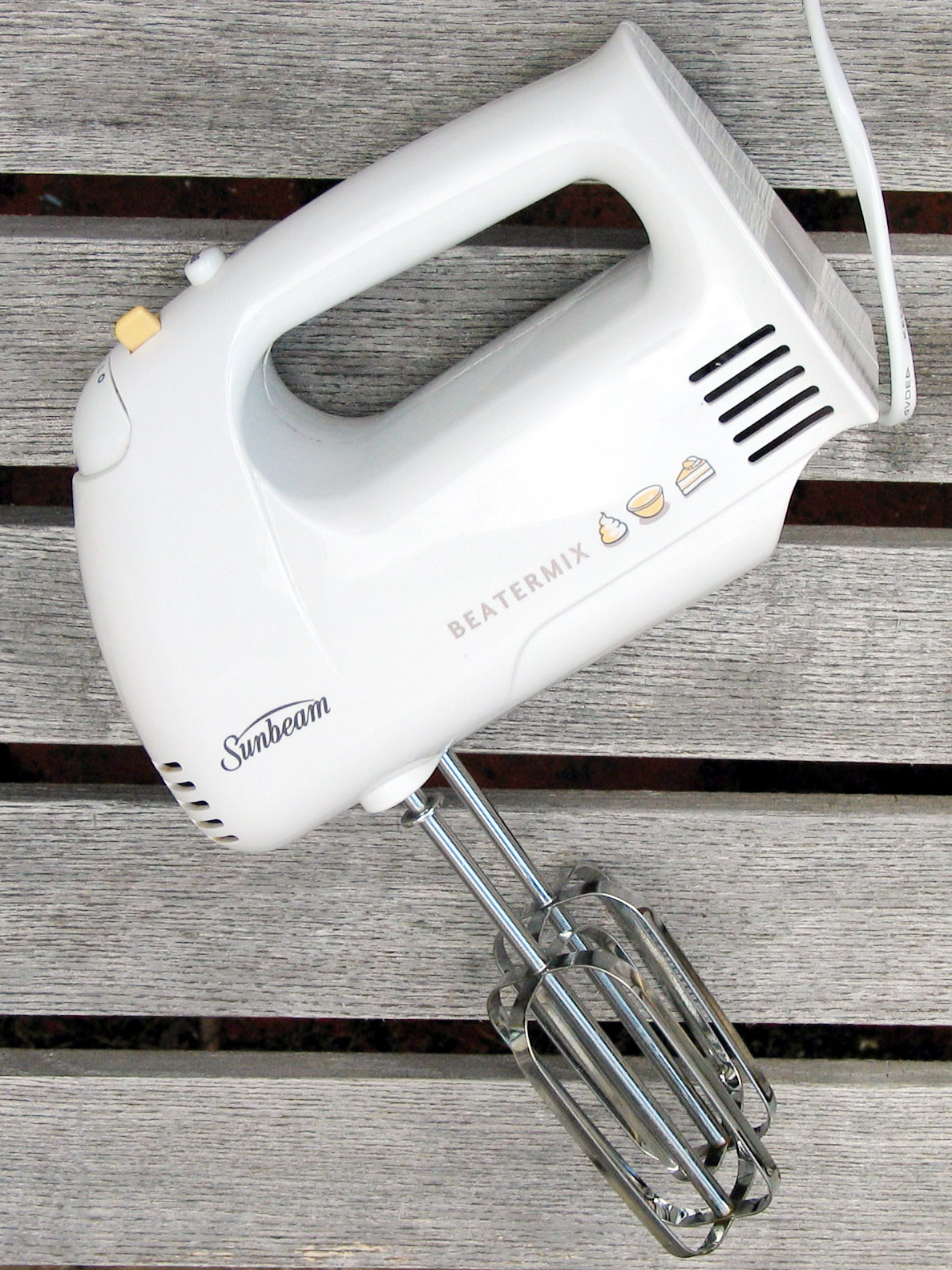
Elektrische handmixer

Een mixer of klopper is een keukenmachine die wordt gebruikt om fijne of vloeibare ingrediënten mee te mengen. Een andere benaming voor een elektrische mixer is mengmachine. 
De mixer wordt onderscheiden van een staafmixer, die een mes heeft en werkt als een blender die men in de hand houdt.
Een handmatige mixer bestaat uit een groot tweezijdig tandwiel dat verbonden is met twee kleinere tandwielen. Door aan de handgreep te draaien, gaan de kleine tandwielen draaien. Doordat de kleine tandwielen aan het uiteinde van de kloppers zitten, gaan de kloppers draaien (in tegengestelde richting). Doordat het ene tandwiel groter is dan de twee kleine tandwielen, treedt er een versnelling op. De eenvoudigste vorm zijn kloppers, zelfs zonder tandwieloverbrenging, alleen puur op handkracht.
Handmatige mixers zijn in onbruik geraakt, om plaats te maken voor elektrische varianten. De handmixer is uitgevonden door verschillende fabrikanten uit de Verenigde Staten. Een elektrische mixer heeft doorgaans twee (afneembare) kloppers en/of twee deeghaken. Ook heeft het apparaat twee of drie snelheden, om te voorkomen dat de mixer het beslag, slagroom of eiwit uit de kom spat.
Bij het gebruik van de deeghaken, moet er worden opgelet dat deze op de juiste plaats worden gezet. Er zijn een linker en een rechter haak. Zouden de haken andersom worden geplaatst, dan "kruipt" het deeg langs de haken omhoog. Bij het juiste gebruik gaat het deeg naar beneden, terug in de kom. Bij de meeste mixers met losse kneedhaken zijn de uiteinden van de kneedhaken zodanig gevormd dat ze beide op allebei de plaatsen passen, zodat de kans op omhoog kruipen van het deeg zeer klein is. 
Er bestaan ook staande mixers. Hierbij hangt de draaiende klopper of kneedhaak op een vaste plek in een kom die ronddraait, zodat het mengsel in de kom geklopt of gekneed wordt. Deze worden veel gebruikt in de horeca en in bakkerijen, waar vaak grote hoeveelheden gemixt moeten worden. Op deze manier hoeft men dan niet de hele tijd met de mixer in de hand te mixen, zodat men in de tussentijd ook andere zaken kan doen. Ook is het met zo'n mixer eenvoudiger om tijdens het mixen ingrediënten toe te voegen aan het mengsel in de draaiende kom.